# با افتخار مبارزه کن
با افتخار مبارزه کن (انگلیسی: Fight Pride) یک فیلم اکشن و درام آمریکایی آماده اکران به کارگردانی شلدون لتیچ با بازی مایکل پاری، هلنا متسون، ناتاشا مالته، تایت فلچر، دانیل استیسن، رندی کوچار و رالف مولر است.

## داستان
یک کارگر فولاد اخراجی شده، در جستجوی خوشبختی، با یک مرد بی‌خانمان زورگو دوست می‌شود، اما پس از اینکه دختر یک سرمایه‌دار املاک و مستغلات او را برای جنگنده شدن در لیگ مبارزه زیرزمینی استخدام می‌کند، تبدیل به یک دعوای وحشیانه می‌شود.